# ليزلي ريد
ليزلي ريد هي رسامة كندية، ولدت في 1947 في أوتاوا في كندا.